# Boô
Cet article court présente un sujet plus développé dans : Boô-Silhen.
Ancienne commune des Hautes-Pyrénées, Boô a existé jusqu’à 1801. Entre 1791 et 1801 elle a fusionné[Passage contradictoire] avec la commune de Asmets et Silhen pour former la nouvelle commune de Boô-Silhen. 

## Toponymie

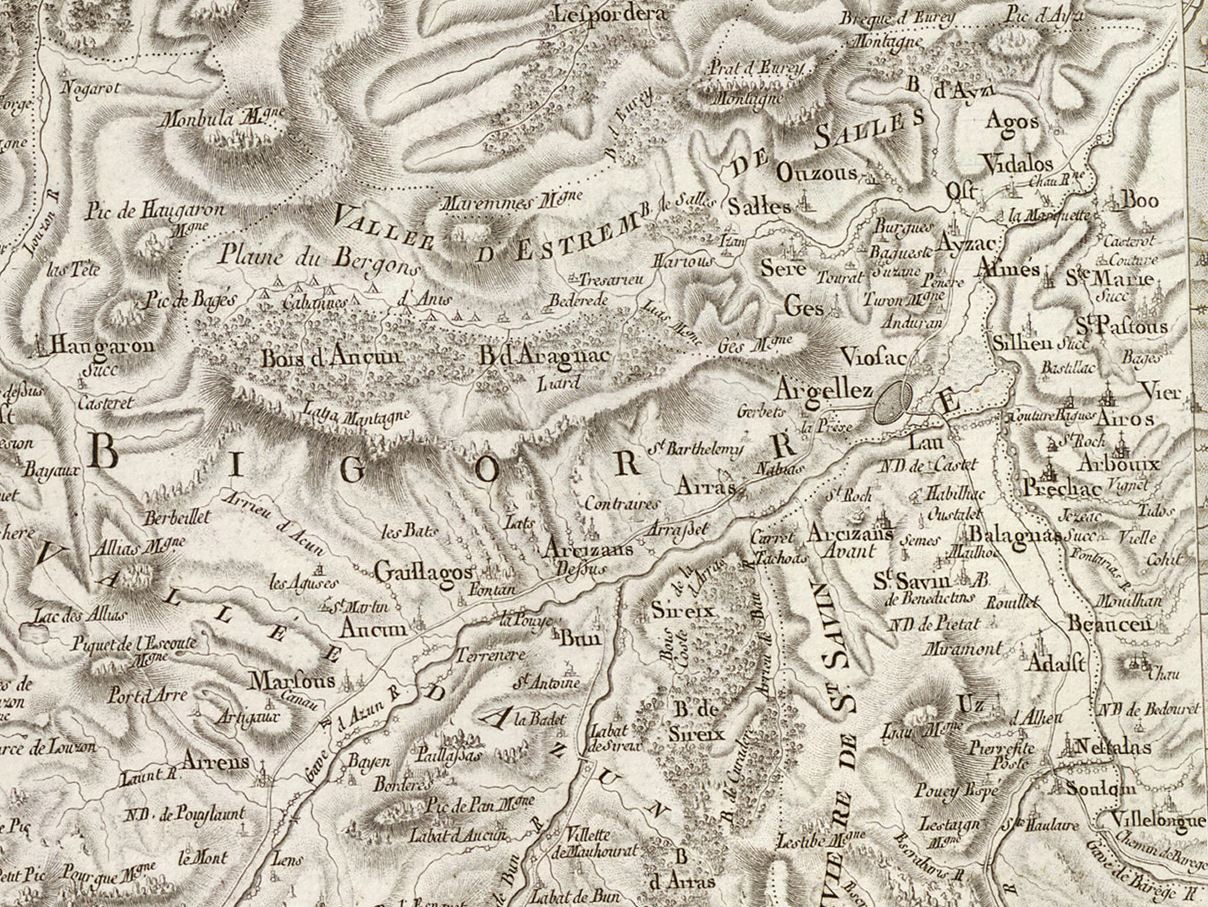
Extrait de la carte de Cassini (entre 1756 et 1789) situant Boô, Asmets et Silhen séparément

On trouvera les principales informations dans le Dictionnaire toponymique des communes des Hautes Pyrénées de Michel Grosclaude et Jean-François Le Nail qui rapporte les dénominations historiques du village :

### Boô
Dénominations historiques :
- Bor, (1025-1036 ou 1059-1078, cartulaire de Saint-Savin ; XIIe siècle, cartulaires Bigorre ; XIIe ou XIIIe siècle, Livre vert Bénac ; 1285, Montre Bigorre ; 1313, Debita regi Navarre) ;
- au Quod de Bor, (XIIe ou XIIIe siècle, Livre vert Bénac ; 1294, ibid.) ;
- Boor, (1349, Livre vert Bénac) ;
- Cotdebo, (1429, censier de Bigorre) ;
- Bôo, (1783, registres paroissiaux ; 1788, ibid.) ;
- Boo, (fin XVIIIe siècle, carte de Cassini).

Nom occitan : Bòr.

### Historique administratif
Pays et sénéchaussée de Bigorre, Lavedan. Arribèra de Davantaygue, canton de Davantaygue (1790).

## Lieux et monuments
- L'église Saint-Barthélémy de Boô des XIIe, XVIIIe et XIXe siècles[3] ;

Sélection de vues des monuments.
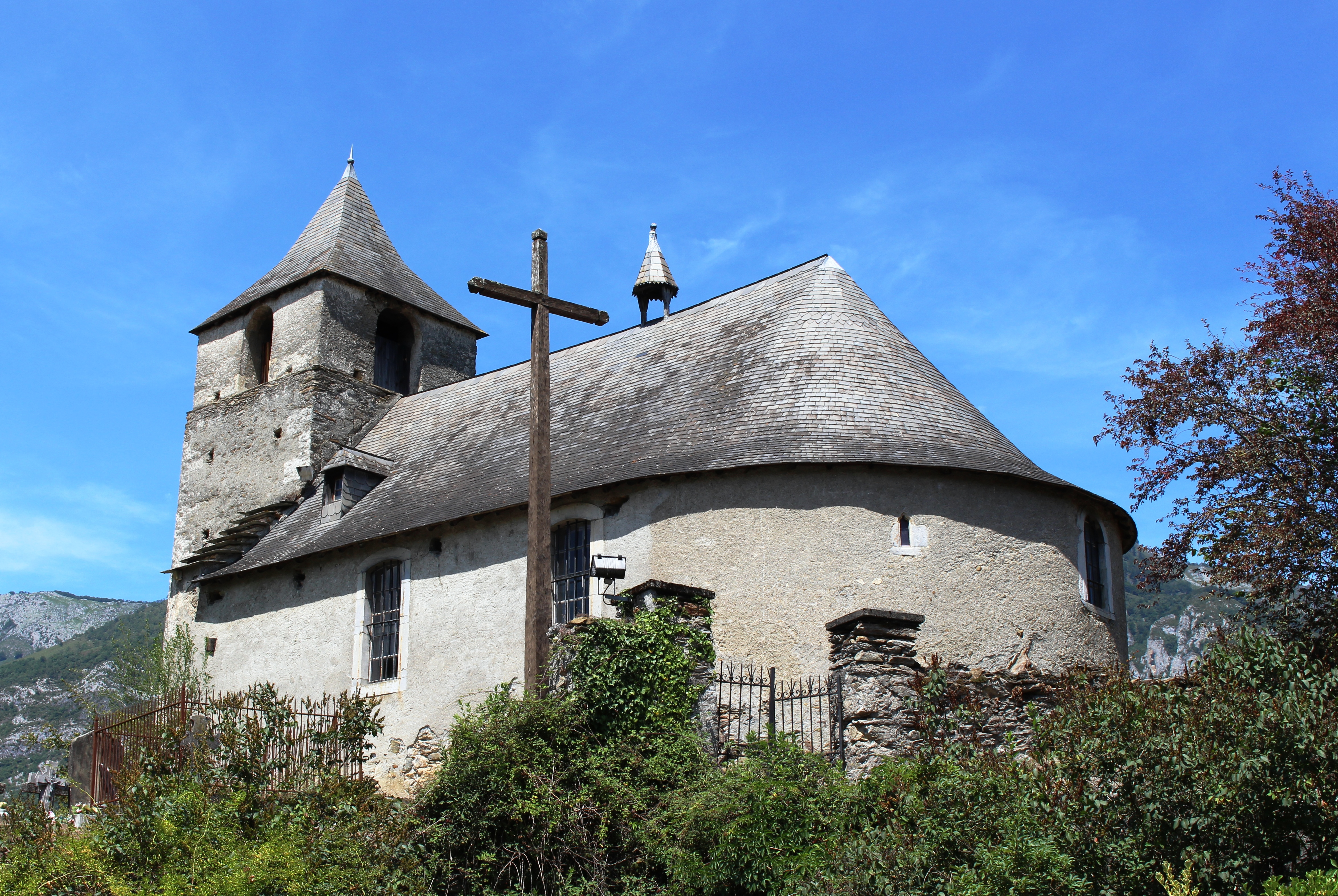
Église Saint-Barthélémy de Boô.